# Vertrag von Fès
Der Vertrag von Fès (arabisch : معاهدة فاس) wurde am 30. März 1912 in der marokkanischen Stadt Fès zwischen Sultan Mulai Abd al-Hafiz von Marokko und Frankreich geschlossen.
Im Vertrag verzichtete der Sultan zugunsten Frankreichs auf seine Souveränität über Marokko; das Protektorat Französisch-Marokko wurde errichtet. Staatsoberhaupt blieb offiziell der Sultan.

## Folgen
Der Hauptteil Marokkos mit Casablanca, Rabat, Marrakesch und Fes wurde französisch; Hauptstadt wurde Rabat. Dorthin musste der bisher in Marrakesch residierende Sultan umziehen.
Spanien erhielt mit Abschluss des französisch-spanischen Vertrags vom 27. November 1912 eine eigene Einflusszone (Zone d’influence espagnole) zugesprochen: im Norden das Küstengebiet am Mittelmeer und das Rifgebirge sowie im Süden einen Streifen mit der Stadt Tarfaya. Spanien errichtete auf diesen Gebieten das Protektorat Spanisch-Marokko mit Tétouan als Hauptstadt. Der Kalif von Tetouan vertrat offiziell den Sultan.
Die Stadt Tanger wurde Zentrum einer internationalen entmilitarisierten Zone (s. auch: Internationale Zone von Tanger).

## Hintergrund
Bereits im Jahr 1904 hatten sich Frankreich und Spanien über eine Aufteilung Marokkos verständigt; Marokko selbst war nach dem Rifkrieg (1909) militärisch und politisch geschwächt.
Der Sultan versuchte im Jahr 1911 mit einer Zentralisierungspolitik seine Macht gegenüber den Stämmen zu festigen; dagegen kam es zu einer großen Revolte der Stämme, wobei die Aufständischen bis nach Fès vorstießen. Frankreich nutzte die Gelegenheit zum Eingreifen und entsandte Truppen nach Marokko. Dies wiederum führte zur Einmischung des Deutschen Reichs in der Zweiten Marokkokrise. Nach Verhandlungen erkannte Deutschland im Marokko-Kongo-Vertrag Marokko als französisches Interessensgebiet an und erhielt dafür zum Ausgleich französische Gebiete: Neukamerun, das Teil von Kamerun wurde.
Frankreich hatte sein Ziel erreicht und konnte mit dem Vertrag von Fès Marokko in sein Kolonialreich eingliedern.